# Archidiecezja Tajpej
Archidiecezja Tajpej (łac.: Archidioecesis Taipehensis) – rzymskokatolicka archidiecezja ze stolicą w Tajpej w Republice Chińskiej, wchodząca w skład Metropolii Tajpej. Siedziba arcybiskupa znajduje się w Katedrze Niepokalanego Poczęcia Najświętszej Maryi Panny w Tajpej.

## Historia
- Archidiecezja Tajpej powstała 7 sierpnia 1952.

## Biskupi
- arcybiskup metropolita: abp Thomas Chung An-zu

## Podział administracyjny
W skład archidiecezji Tajpej wchodzi 95 parafii

## Główne świątynie
- Katedra: Katedra Niepokalanego Poczęcia Najświętszej Maryi Panny w Tajpej